# Glenea caraga
Glenea caraga é uma espécie de escaravelho da família Cerambycidae. Foi descrita por Heller em 1921.